# The Biebers (album)
A The Biebers (album) a magyar The Biebers pop-rock zenekar első stúdióalbuma, ami 2015. október 22-én jelent meg a Gold Record gondozásában. A nagylemezen csak angol nyelvű dalok találhatók.

## Számlista
1. Intro – 2:00
2. B.I.E.B.E.R.S. – 3:54
3. Something 'Bout You – 2:56
4. Dance (feat. MC Kemon) – 2:28
5. Summer Love Ghost – 2:38
6. Feelings – 2:52
7. Girls Like Boys – 3:31
8. Rhythm of Joy – 2:40
9. Livin' In – 2:45
10. Memories – 3:16
11. Luxury Girl – 3:25
12. Bless Me (feat. Horányi Juli) – 3:11
13. Word Up (Cameo cover]] – 3:32
14. More Than Affection – 3:58
15. Stay – 3:00
16. Break Out – 4:13
17. Love How It Tastes – 3:37
18. Sorry – 3:30
19. Searching For The Sun – 3:38

## Közreműködők
- Puskás Peti – ének
- Puskás Ádám Dániel – billentyűk, ének
- Ekanem Bálint – ének
- Miklós Milán – basszusgitár
- Gerendás Dániel – dob
- Füstös Bálint – gitár